# Wladimir Iwanowitsch Guerrier

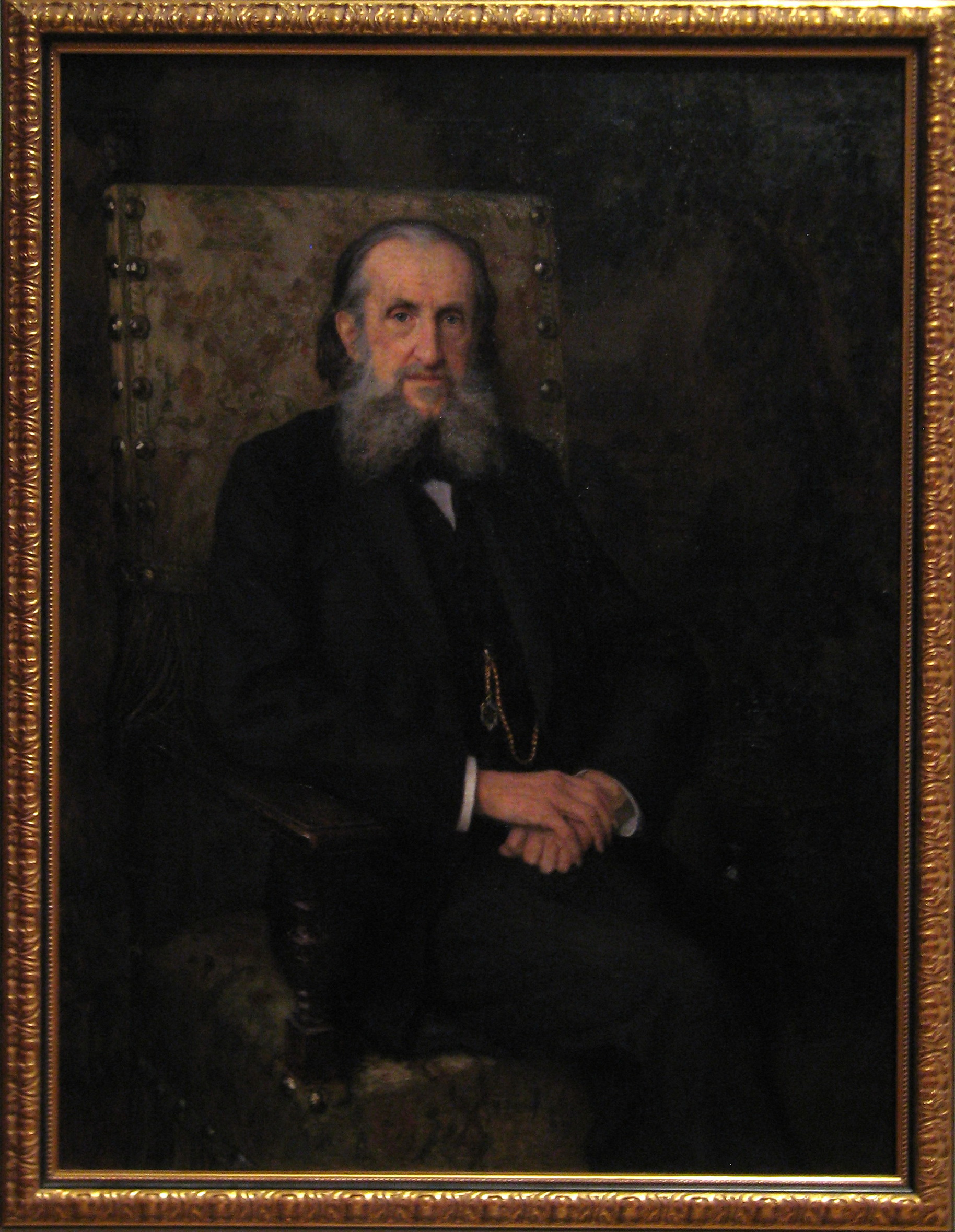
Wladimir Iwanowitsch Guerrier (Nikolai Petrowitsch Bogdanow-Belski, 1890er Jahre)

Wladimir Iwanowitsch Guerrier (russisch Владимир Иванович Герье; * 29. Maijul. / 10. Juni 1837greg. in Chowrino bei Moskau; † 30. Juni 1919 in Moskau) war ein russischer Historiker, Publizist und Hochschullehrer.

## Leben
Guerriers Vorfahren waren Ende des 18. Jahrhunderts aus Hamburg eingewandert. Sein Vater Iwan Franzisk Cornelius Guerrier war ausgebildeter Mechaniker und arbeitete als Gutsverwalter. Sein Onkel Jean François Guerrier kam während der Regierung Katharinas II. nach Russland, um als Mühlenbauer zu arbeiten. Guerrier verlor früh seine Eltern und wurde von seinen Verwandten aufgezogen. Er erhielt seine Schulbildung in der Peter-und-Paul-Schule für Knaben an der lutherischen St. Peter-und-Paul-Kathedrale in Moskau und dann im Pensionat des elsässischen Pastors L. Ennes. 1854 begann er sein Studium an der historisch-philologischen Fakultät der Universität Moskau (MGU). Bei seinem Lehrer P. N. Kudrjawzew lernte er T. N. Granowski kennen. Im zweiten Kurs erhielt er für seine Arbeit über den Bylina-Sammler Kirscha Danilow seine erste Goldmedaille. Bald erhielt er seine zweite Goldmedaille für seine Arbeit über ein von P. M. Leontjew gestelltes Thema. Im dritten Kurs entschied er sich für das Fach Geschichte und hörte S. M. Solowjows Vorlesungen. Nach zwei weiteren Goldmedaillen war ihm die Kandidat-Promotion sicher. Nach dem Abschluss des Studiums 1858 blieb er an der MGU zur Vorbereitung auf das Magister-Examen. Während dieser Zeit unterrichtete er Literatur und Geschichte an der 1. Moskauer Kadettenschule. 1862 verteidigte er seine Magister-Dissertation über den Kampf um den polnischen Thron 1733. Anschließend wurde er ins Ausland zu Studien in Deutschland, Italien und Paris geschickt. Besonders beeindruckte ihn Rudolf Köpkes Seminar an der Preußischen Kriegsakademie in Berlin.
1864 wurde Guerrier Privatdozent am Lehrstuhl für allgemeine Geschichte der MGU. Sein Spezialkurs zur Historiografie wurde als Buch veröffentlicht. Er verfasste eine Arbeit über die Geschichte der Philosophie von Augustin bis Hegel, in der er die Theorien von Auguste Comte und Herbert Spencer ablehnte. Nach dem Tode des Lehrstuhlinhabers S. W. Jeschewski übernahm Guerrier die Lehrstuhlleitung. Im Sommer 1866 begab er sich nach Wolfenbüttel, um in der Herzog August Bibliothek den Leibniz-Nachlass zu studieren. 1868 verteidigte Guerrier seine Dissertation über Leibniz und seine Zeit, mit der er zum Doktor der allgemeinen Geschichte promoviert wurde. Allerdings folgte nicht sogleich die Wahl zum Professor. Im gleichen Jahr heiratete er N. W. Stankewitschs Nichte Jewdokia Iwanowna Tokarewa, die 1860 seine Studentin geworden war und mit der er drei Töchter hatte. Im Herbst 1870 wurde Guerrier als Extraordinarius vom Ministerium an die GMU berufen. Zu seinen Vorlesungsschwerpunkten gehörten die Geschichte der Reformation, die Bedeutung des Katholizismus in der europäischen Geschichte, die Idee der Theokratie und die Geschichte der Französischen Revolution. Zentrale Gesichtspunkte waren dabei die Gleichberechtigung, der Humanismus und der Kosmopolitismus. Er kennzeichnete die französische Revolution nur als eine Form der Veränderung der Gesellschaftsorganisation. Alternative Organisationsformen sah er in Österreich, Portugal und Spanien.
Während dieser Zeit nahm Guerrier die Prüfungen von Frauen ab, die das Mädchengymnasium absolviert hatten und Hauslehrerinnen werden wollten. In zunehmendem Maße beschäftigte ihn das Problem der Frauenbildung, zumal mit der Universitätssatzung von 1863 ein Rundschreiben den weiblichen Personen der Besuch von Vorlesungen an Universitäten verboten wurde. 1868 wurde dem Rektor der Universität St. Petersburg auf Initiative der Feministinnen Jewgenija Konradi, Anna Filossofowa, Marija Trubnikowa und Nadeschda Stassowa eine Petition für die Zulassung des Frauenstudiums an Universitäten überreicht, die von mehr als 400 Frauen unterzeichnet und von 43 Professoren unterstützt wurde. Guerrier strebte nach dem Vorbild der Humboldt-Universität zu Berlin für die Mädchengymnasiumsabsolventinnen Kurse zur Vorbereitung auf ein Universitätsstudium an. 1872 erarbeitete er eine Experimentalsatzung für Höhere Kurse für Frauen aus, und am 1. Oktober 1872 wurden mit Genehmigung des Volksbildungsministers Graf D. A. Tolstoi solche Kurse (Guerrier-Kurse) im Gebäude des 1. Knabengymnasiums an der Wolchonka-Straße in Moskau eröffnet. Er leitete die Kurse zunächst bis 1888. Allerdings lehnte er die Einführung von Seminaren in die Kurse für Frauen ab.
1874 wurde Guerrier Ordentlicher Professor. 1893 wandelte er eins seiner Spezialseminare in die Historische Gesellschaft an der Universität Moskau um mit ihm als Vorsitzenden. Zu ihr gehörten W. O. Kljutschewski, M. S. Solowjow, M. S. Korelin und Fürst S. N. Trubezkoi. In Heinrich von Sybels Historischer Zeitschrift veröffentlichte Guerrier einen Aufsatz über M. S. Solowjow. Guerrier förderte P. G. Winogradow, der 1880 seine Magister-Dissertation verteidigte. Weitere talentierte Schüler waren R. J. Wipper, S. A. Kotljarewski, J. N. Schtschepkin und P. N. Ardaschew. Nach N. I. Karejew zog Guerrier Menschen an, sich mit Geschichte zu beschäftigen. 1889 wurde Guerrier Verdienter Professor Emeritus der GMU. Guerrier beteiligte sich auf Karejews Einladung an der Brockhaus-Efron-Enzyklopädie und schrieb Artikel über Jan Hus, Montesquieu, Rousseau, Hippolyte Taine und andere.
Guerrier war immer Anhänger der konstitutionellen Monarchie und war kritisch gegenüber Studentenunruhen. Allerdings zog er dann das Ermahnen den strengen Strafmaßnahmen vor. Im Dezember 1894 setzte er sich für die Studenten ein, die wegen Obstruktion der Universität verwiesen worden waren, und bewegte Kljutschewski zu einer Schrift für Kaiser Alexander III. Dies führte zu Auseinandersetzung zwischen den konservativen Professoren unter der Führung des Rektors P. A. Nekrassow und den liberalen Professoren unter der Führung Guerriers.
1900 wurden die Guerrier-Kurse wieder aufgenommen, und Guerrier leitete sie bis 1905, als die Direktorenstelle neu ausgeschrieben und Guerrier, der sich gerade im Ausland aufhielt, nicht wieder gewählt wurde. Diese Kurse entwickelten sich zur 2. Moskauer Staatsuniversität. 1902 wurde Guerrier Korrespondierendes Mitglied der Russischen Akademie der Wissenschaften. Zum fünfzigjährigen Jubiläum seiner wissenschaftlichen und pädagogischen Arbeit erhielt er ein Dankschreiben Kaiser Nikolaus II. und den Orden der Heiligen Anna.
Guerrier war seit 1876 Mitglied der Moskauer Stadtduma und 1892–1904 ihr Vorsitzender. Er übernahm Aufgaben in der Armenfürsorge und organisierte die ersten Arbeitshäuser in Russland. Als im Dezember 1904 die drei Mitglieder der Moskauer Stadtduma Guerrier, N. A. Naidjonow und I. A. Lebedew ablehnten, einen Beschluss zur Einforderung demokratischer Freiheiten zu unterschreiben, streikten die Studenten. 1906 wurde er Mitglied der Oktobristen. Aktiv unterstützte er die Agrarpolitik des Innen- und Premierministers P. A. Stolypin. An der Organisation der Wahlen zur 1., 2. und 3. Staatsduma war er beteiligt. 1911 erhielt er den Rang eines Geheimen Rates. Als nach der neuen Verfassung von 1906 die Akademie der Wissenschaften sechs Mitglieder in den Staatsrat zu entsenden hatte, gehörte Guerrier zu den nominierten.
Guerrier war Ehrenmitglied der Universität Moskau (1913), der Universität Charkow, der Kaiserlichen Universität Dorpat, der Universität Caen, Mitglied der Gesellschaft für Geschichte und russische Antiquitäten, der Psychologischen Gesellschaft, der Gesellschaft der Freunde der russischen Literatur an der Universität Moskau, der Moskauer Archäologischen Gesellschaft und der Russischen Historischen Gesellschaft in St. Petersburg.
Guerrier wurde auf dem Moskauer Pjatnizkoje-Friedhof begraben in einer Reihe mit T. N. Granowski. Seine Tochter Jelena Wladimirowna (1868–1943) wurde Lehrerin und Übersetzerin.